# 風靡
| ウィキペディアには「風靡」という見出しの百科事典記事はありません（タイトルに「風靡」を含むページの一覧/「風靡」で始まるページの一覧）。 代わりにウィクショナリーのページ「風靡」が役に立つかもしれません。 |